# 姫路商工会議所
姫路商工会議所（ひめじしょうこうかいぎしょ、英称：The Himeji Chamber of Commerce and Industry）は、主に兵庫県姫路市内に事業所を置く企業・団体で構成、運営されている商工会議所である。

## 概要
もと姫路商業会と称し、姫路市生産品の改良発達を促し、兼ねて販路の拡張を図るべき使命をもって1908年（明治41年）7月設立して事務を開始した。1922年（大正11年）姫路商業会議所の設立認可を得た。初代会頭は神村信五郎。2代目会頭は牛尾梅吉。
地域経済の発展を目指して「地域経済振興事業」、「ビジネスサポート事業」、「会員交流事業」を主な柱とした事業活動を展開している。姫路市の観光、歴史、文化に関するさまざまな知識を問う姫路観光文化検定試験を主催している。
同所青年部が姫路のご当地アイドル「KRD8」結成当初の運営元であった。（当初はNHK大河ドラマ軍師官兵衛のタイアップによる放送期間中の限定ユニットであった、2015年4月より姫路の個人団体「一般社団法人姫路応援プロジェクト」が運営を引き継いでいる。）

## 所在地
- 兵庫県姫路市下寺町43